# كرايغ واتسون (لاعب كرة قدم)
كرايغ واتسون (بالإنجليزية: Craig Watson)‏ (13 فبراير 1995 في المملكة المتحدة - ) هو مدرب كرة قدم ولاعب كرة قدم بريطاني في مركز الدفاع. لعب مع هاميلتون أكاديميكال ونادي اربوراث.

## وصلات خارجية
- كرايغ واتسون على موقع قاعدة بيانات كرة القدم.إي يو (الإنجليزية)